# Aek Buaton
Aek Buaton is een bestuurslaag in het regentschap Padang Lawas van de provincie Noord-Sumatra, Indonesië. Aek Buaton telt 693 inwoners (volkstelling 2010).